# فيافاليينتي
بلدية فيافاليينتي (بالإسبانية: Villavaliente) هي بلدية تقع في مقاطعة البسيط التابعة لمنطقة كاستيا لا مانتشا وسط إسبانيا.

## الديموغرافيا
بلغ عدد سكان بلدية فيافاليينتي 274 نسمة عام 2011 (وفقاً للمعهد الوطني الإسباني للإحصاء).
| 307 | 288 | 279 | 285 | 298 | 278 | 274 |

## معرض صور

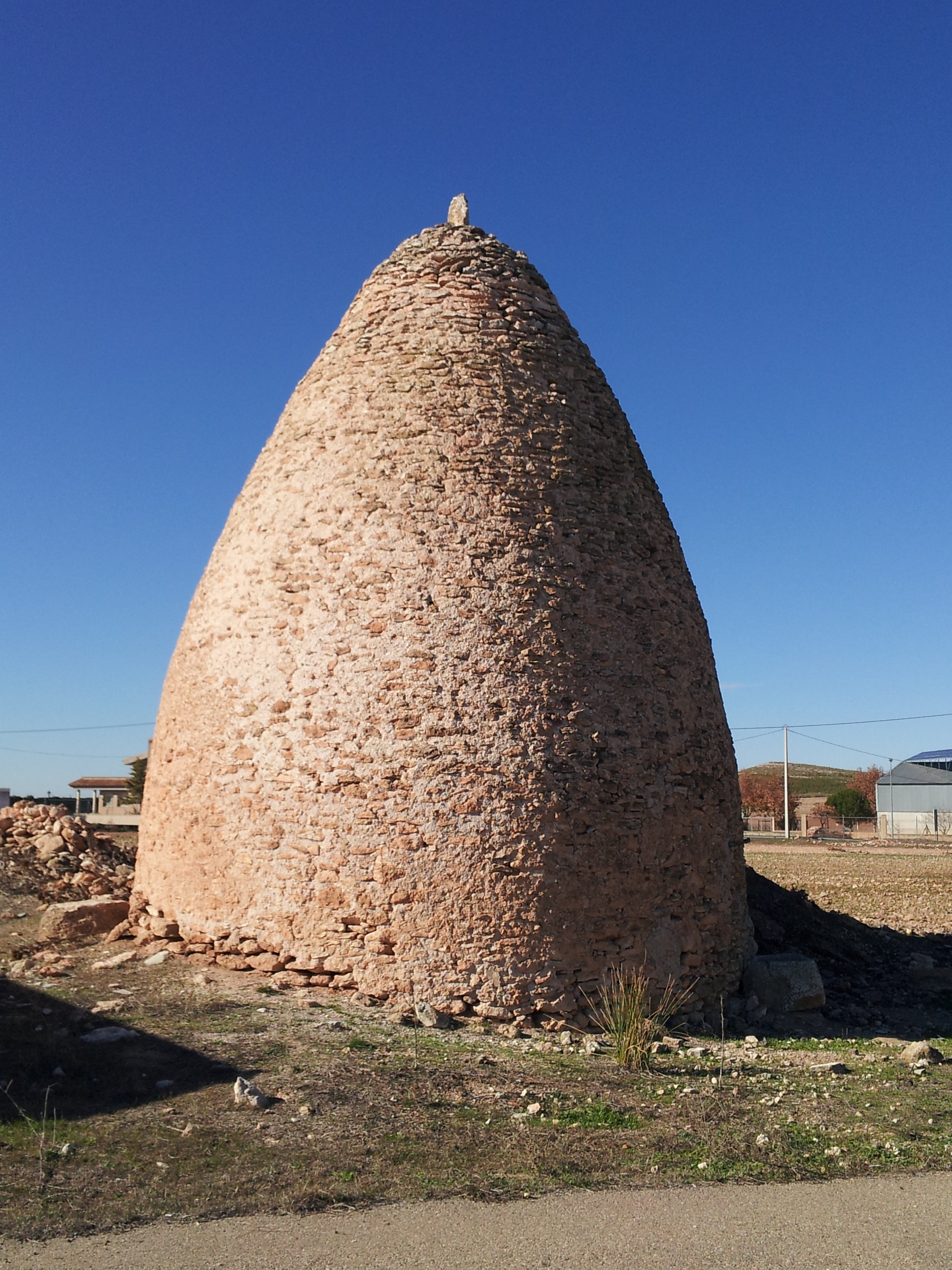
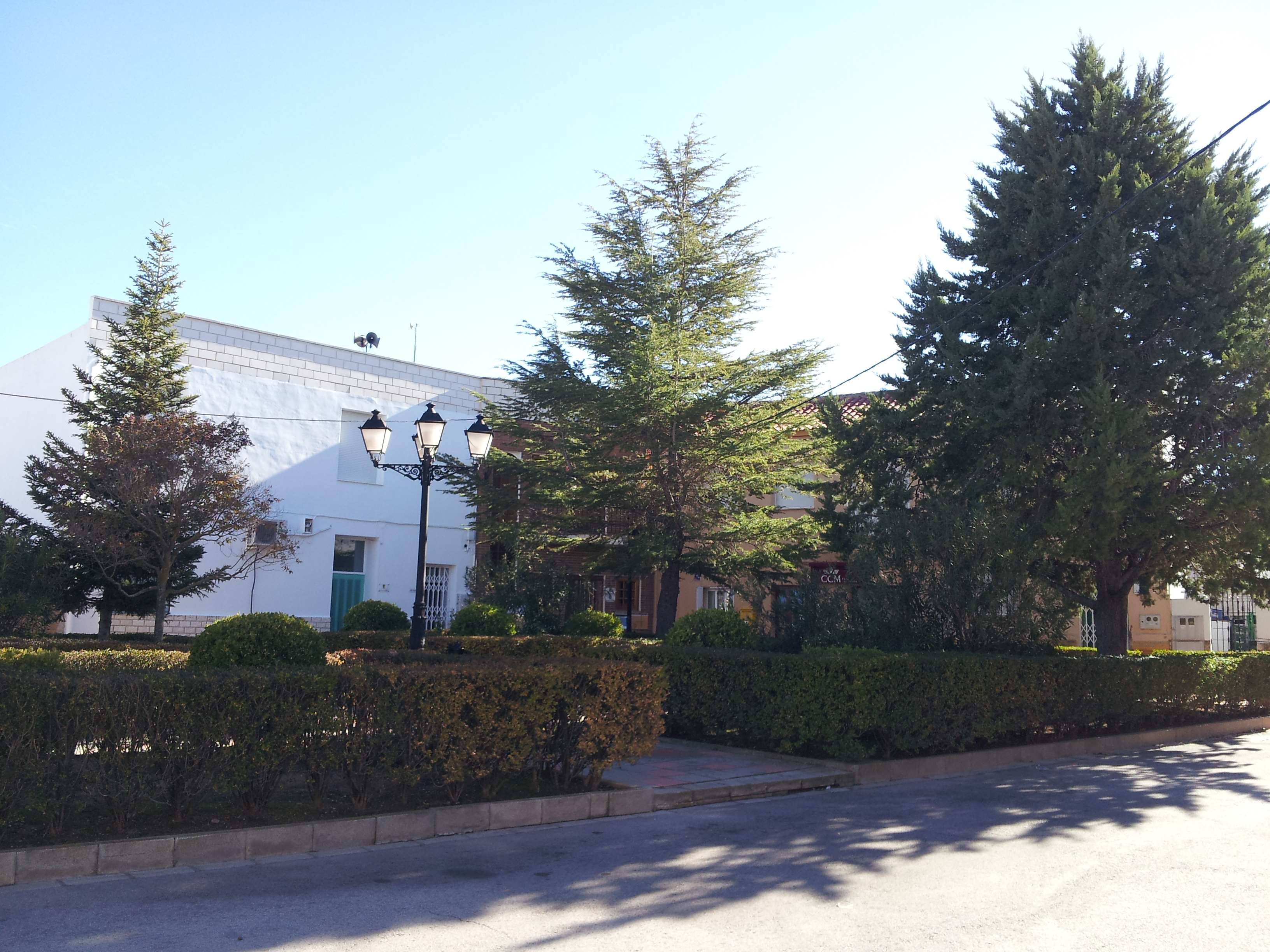
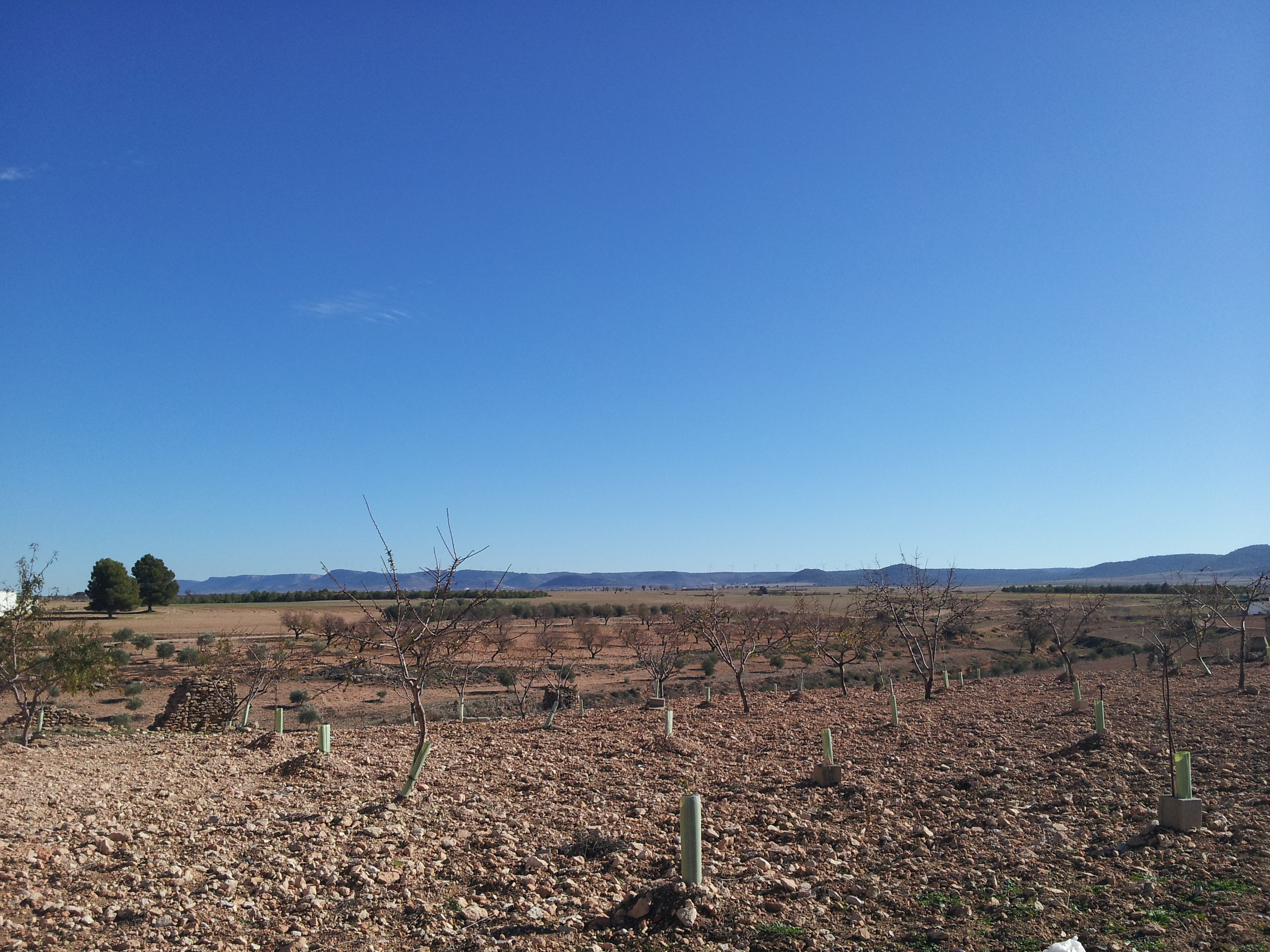
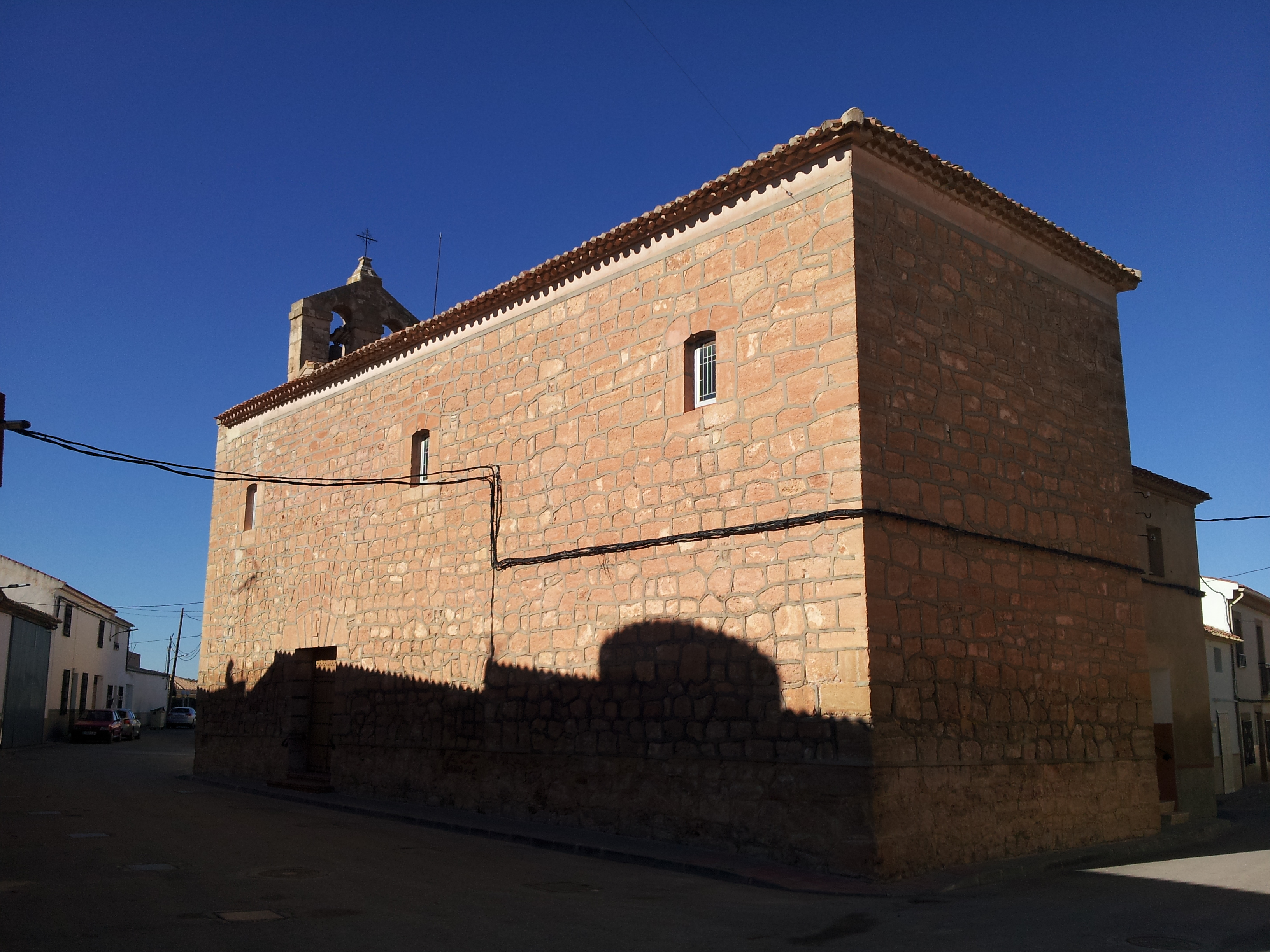
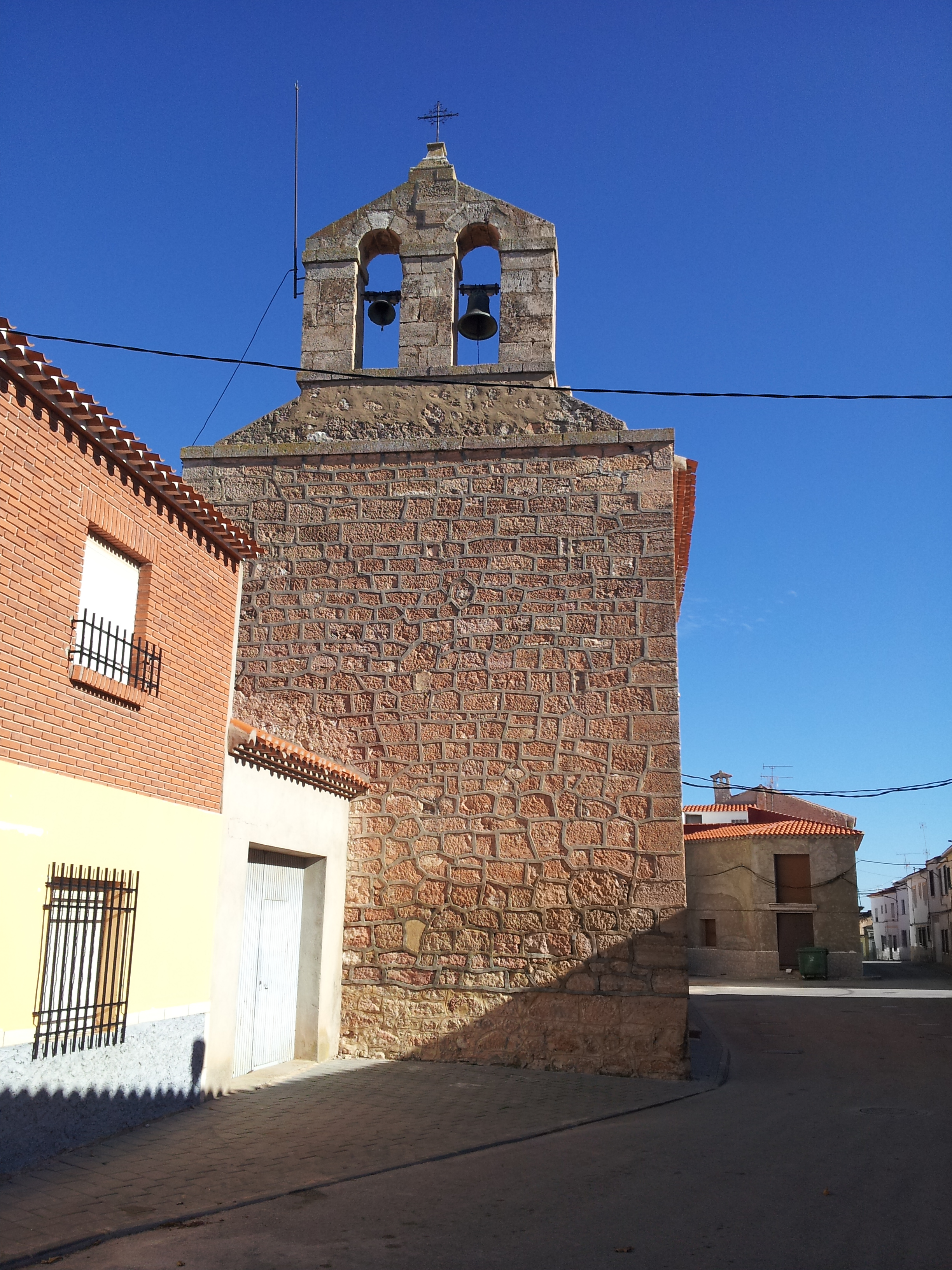